# 圣热罗尼莫堂 (那不勒斯)

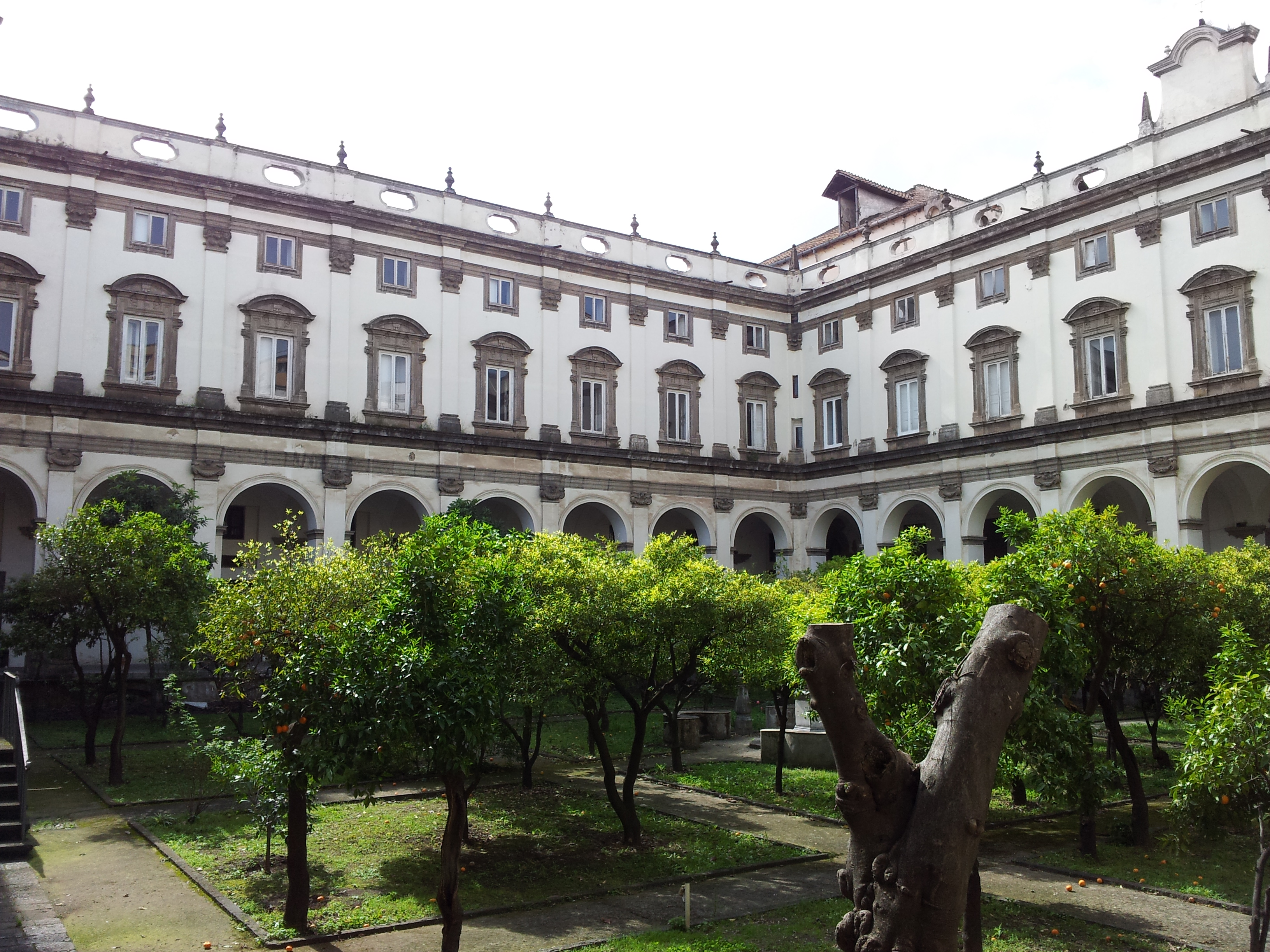

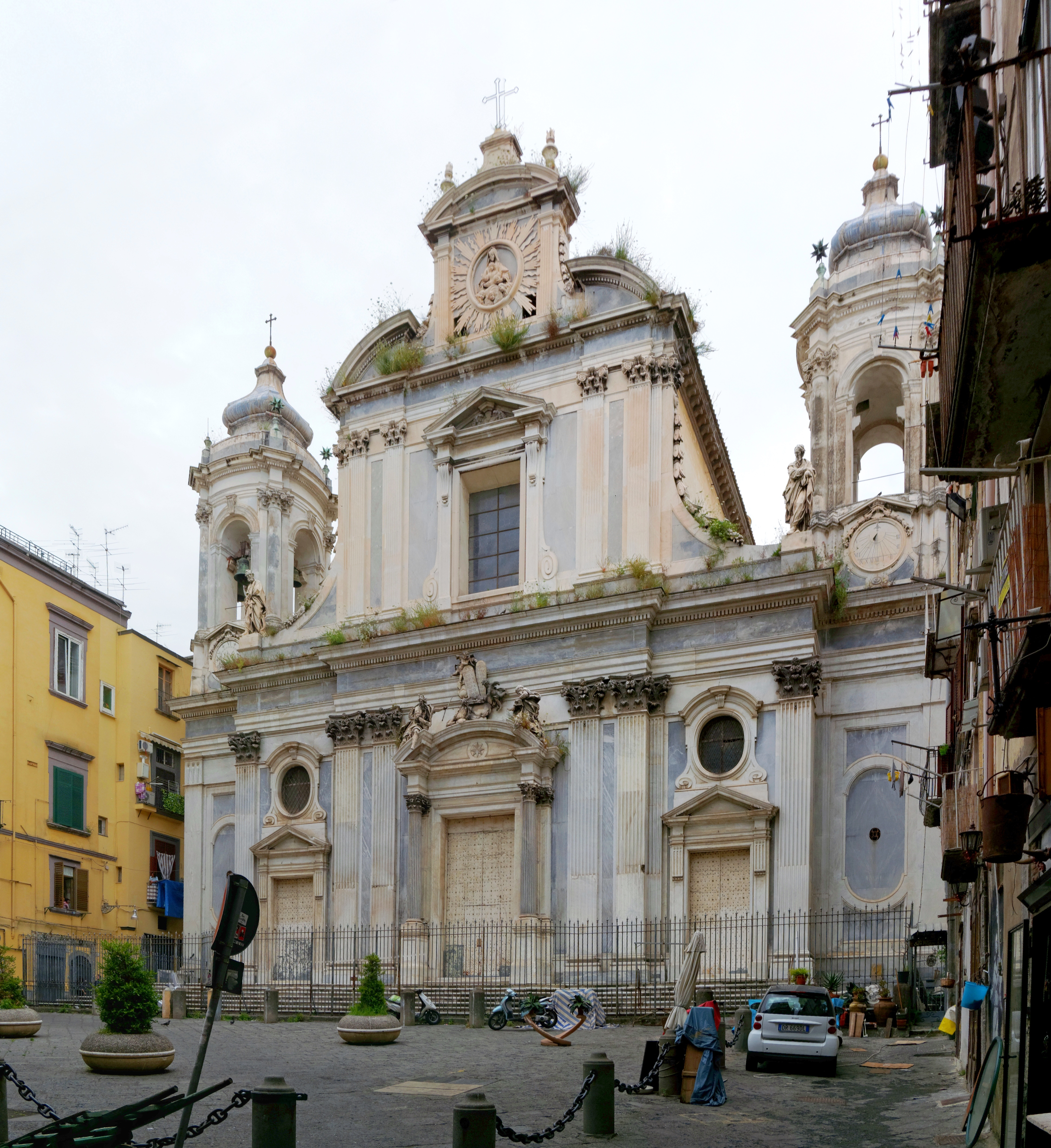

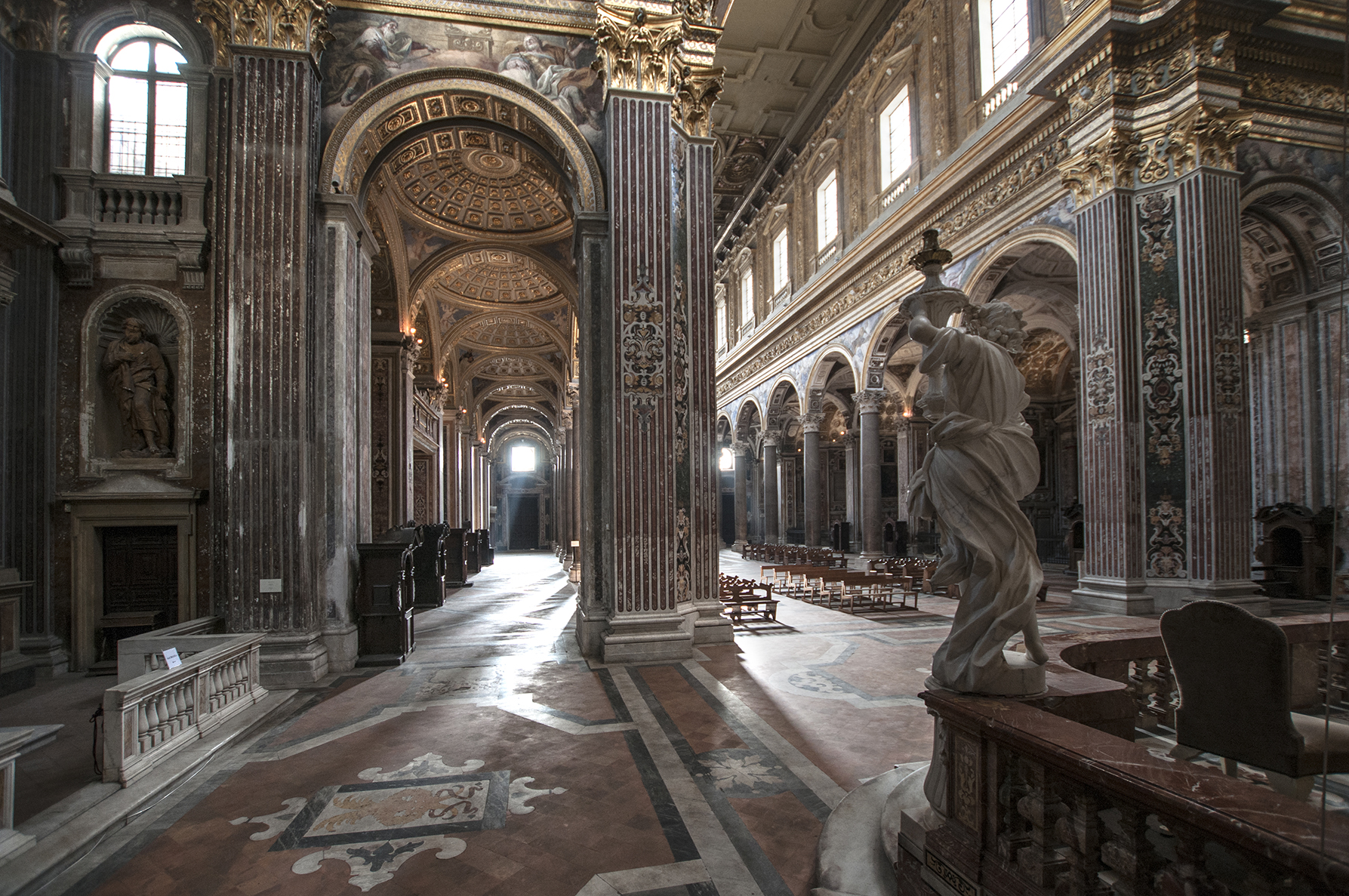

圣热罗尼莫堂及修道院（Girolamini）建筑群位于意大利那不勒斯的主教座堂街（via Duomo）西侧，那不勒斯主教座堂对面。其立面则在法庭街（Via Tribunali）的柱子圣母堂（Santa Maria della Colonna）对面。

## 历史
教堂和修道院画廊藏有主要艺术家的作品。豪华的镀金天花板在1944年2月的空中轰炸中严重受损，但已部分修复。
教堂和建筑群命名为圣热罗尼莫，是因为最初的神父来自罗马的圣热罗尼莫堂，奧拉托利會創始人斐理伯·內里在那里开始宗教活动。

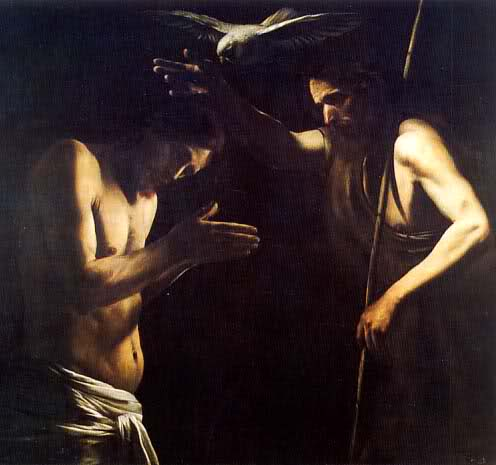
耶稣受洗
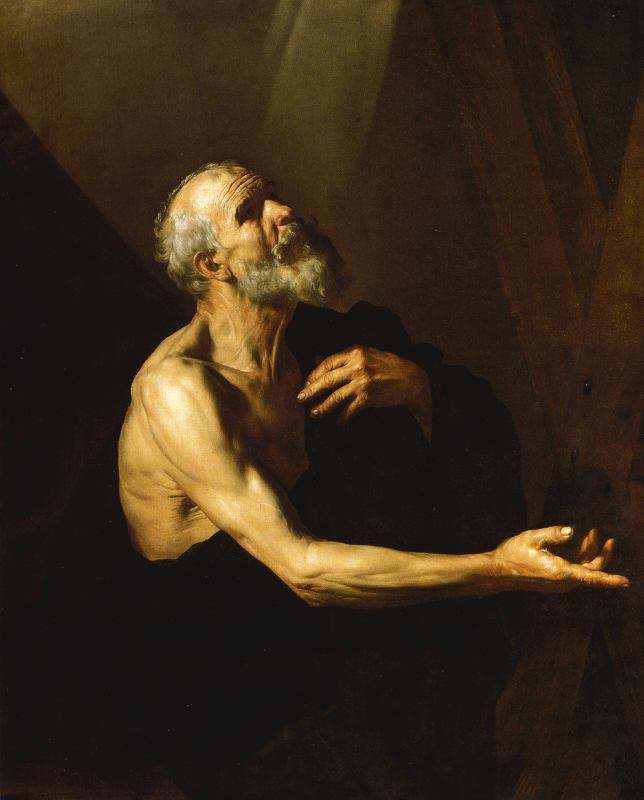
安德肋
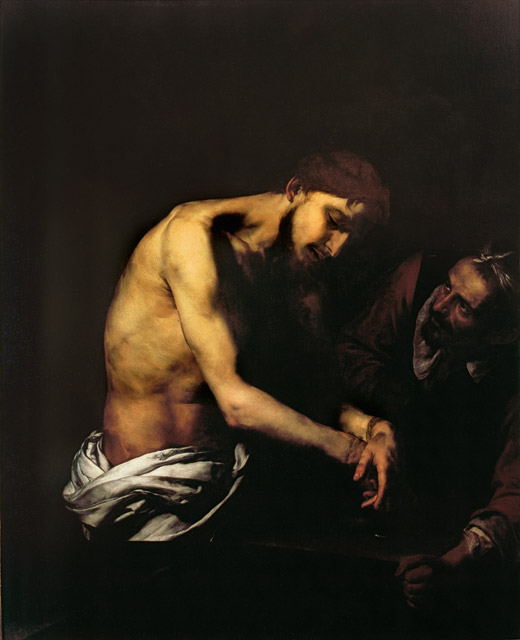
耶稣
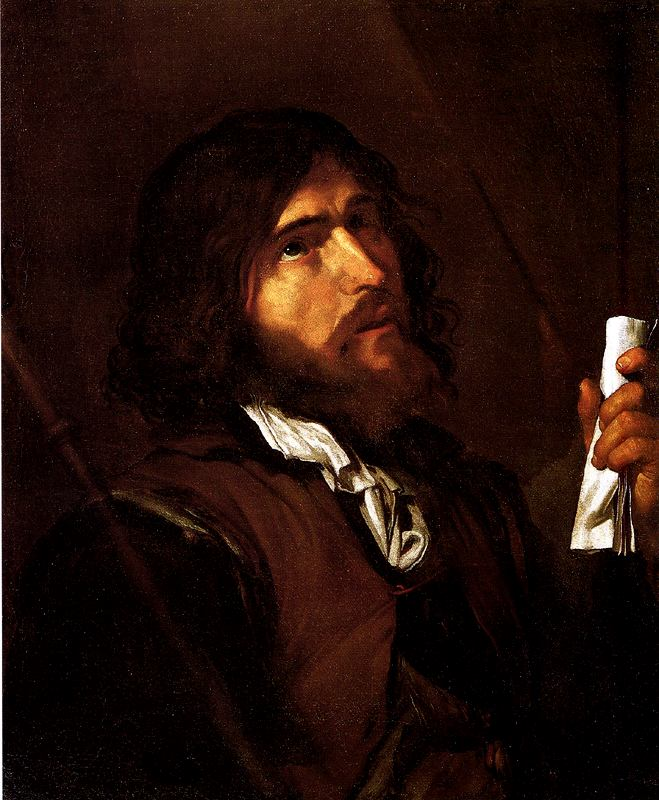
圣雅各伯
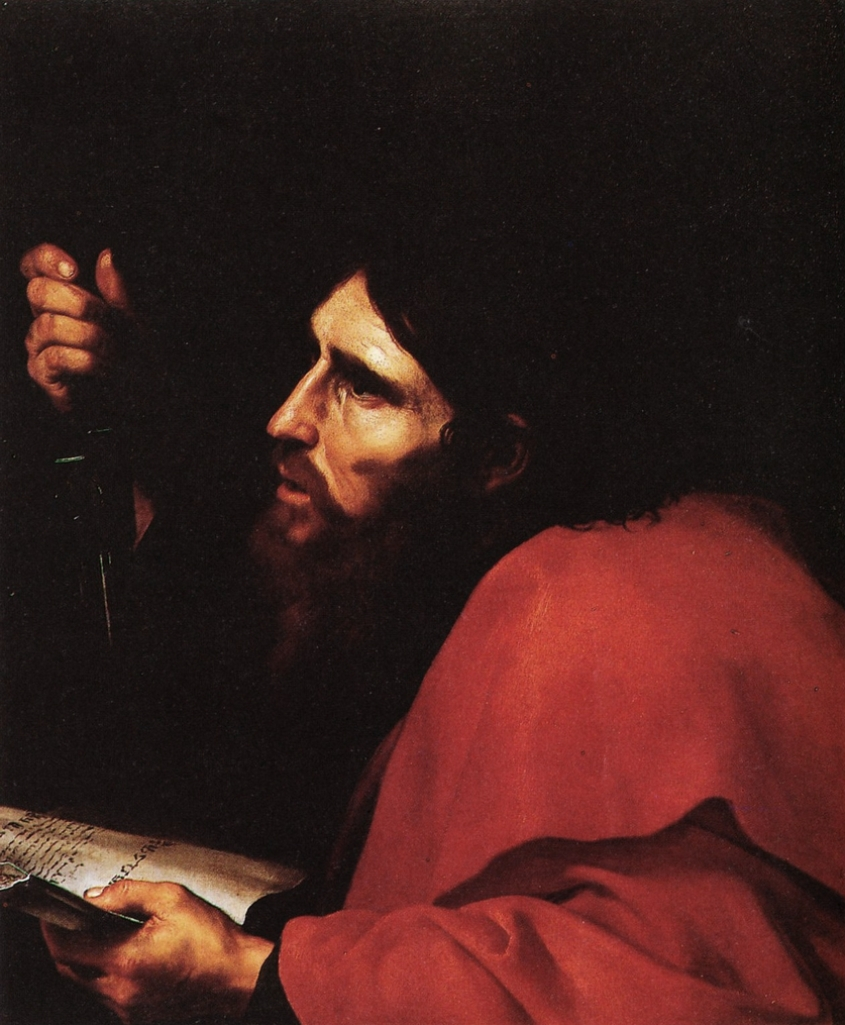
圣保禄
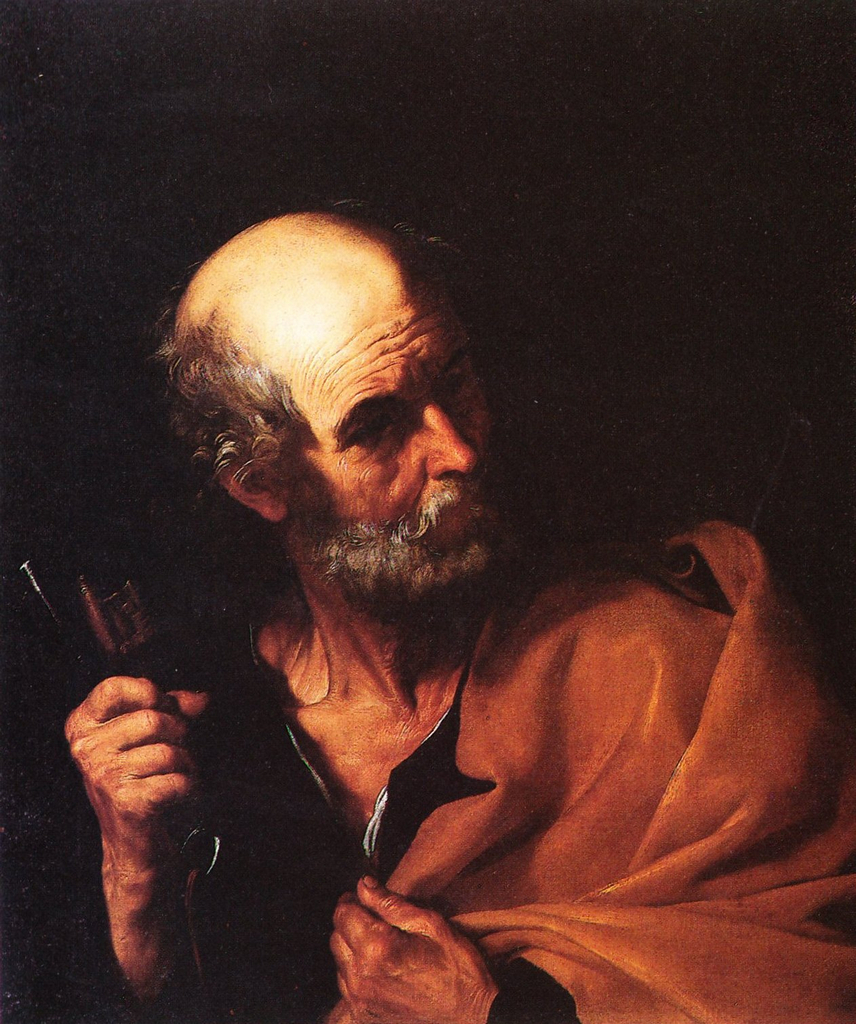
圣伯多禄
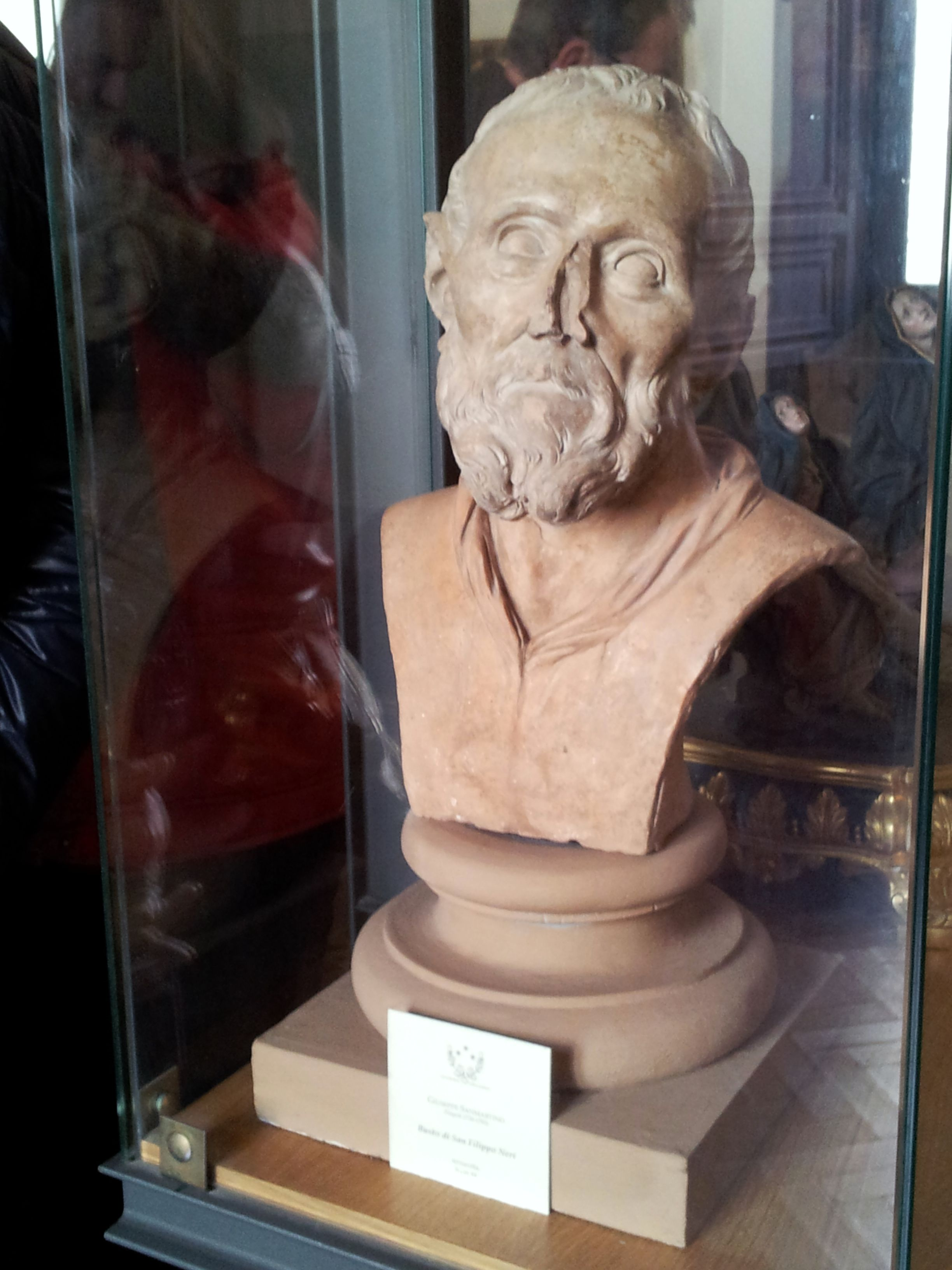
斐理伯·內里